# Concordia (departamento)
Concordia é um departamento da Argentina, localizado na província de Entre Ríos.